# ملعب راجامانغالا
ملعب راجامانغالا الوطني (بالتايلاندية:ราชมังคลากีฬาสถาน) ، تقع ملعب راجامانغالا في العاصمة التايلاندية بانكوك ، افتتحت سنة 1998م ويتسع ل65000 متفرج وهو ملعب متعدد الاستخدامات حيث يضم مضمار ألعاب القوى وقد أقيمت فيه العديد من الأحداث الكبرى مثل الألعاب الأسيوية عام 1998م وكأس العالم للنساء تحت 20 سنة التي أقيمت عام 2004م.

## معرض صور

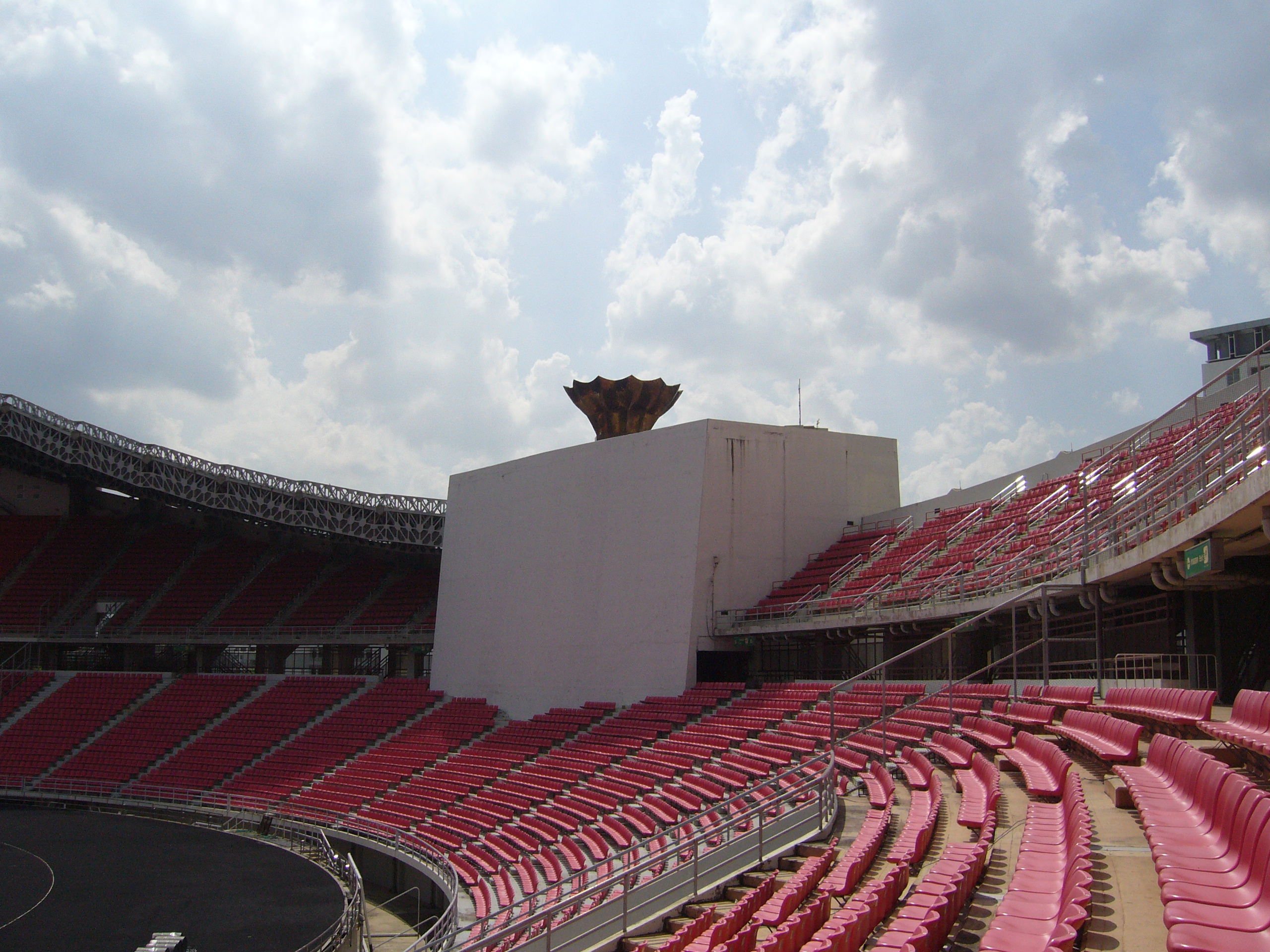
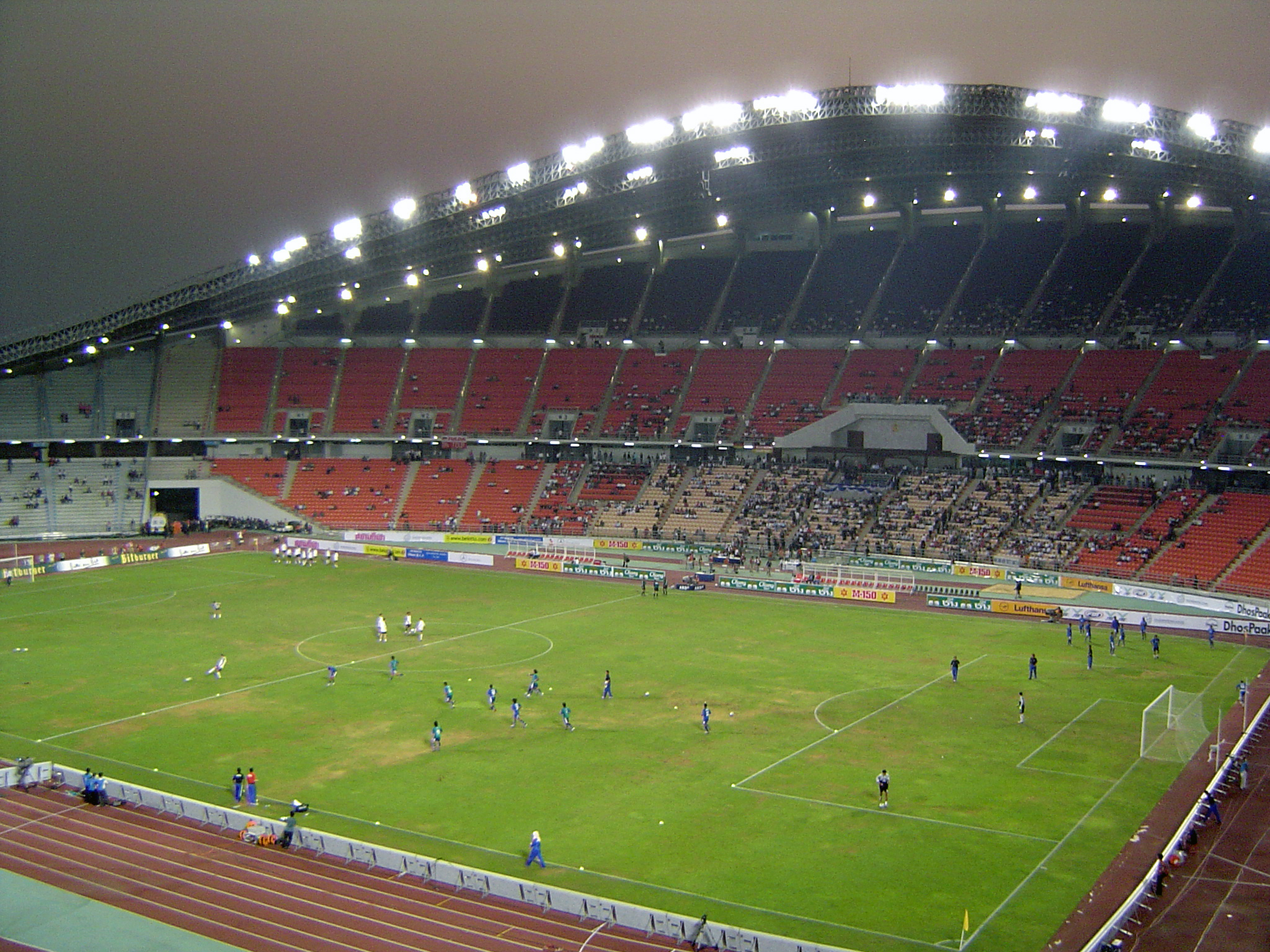
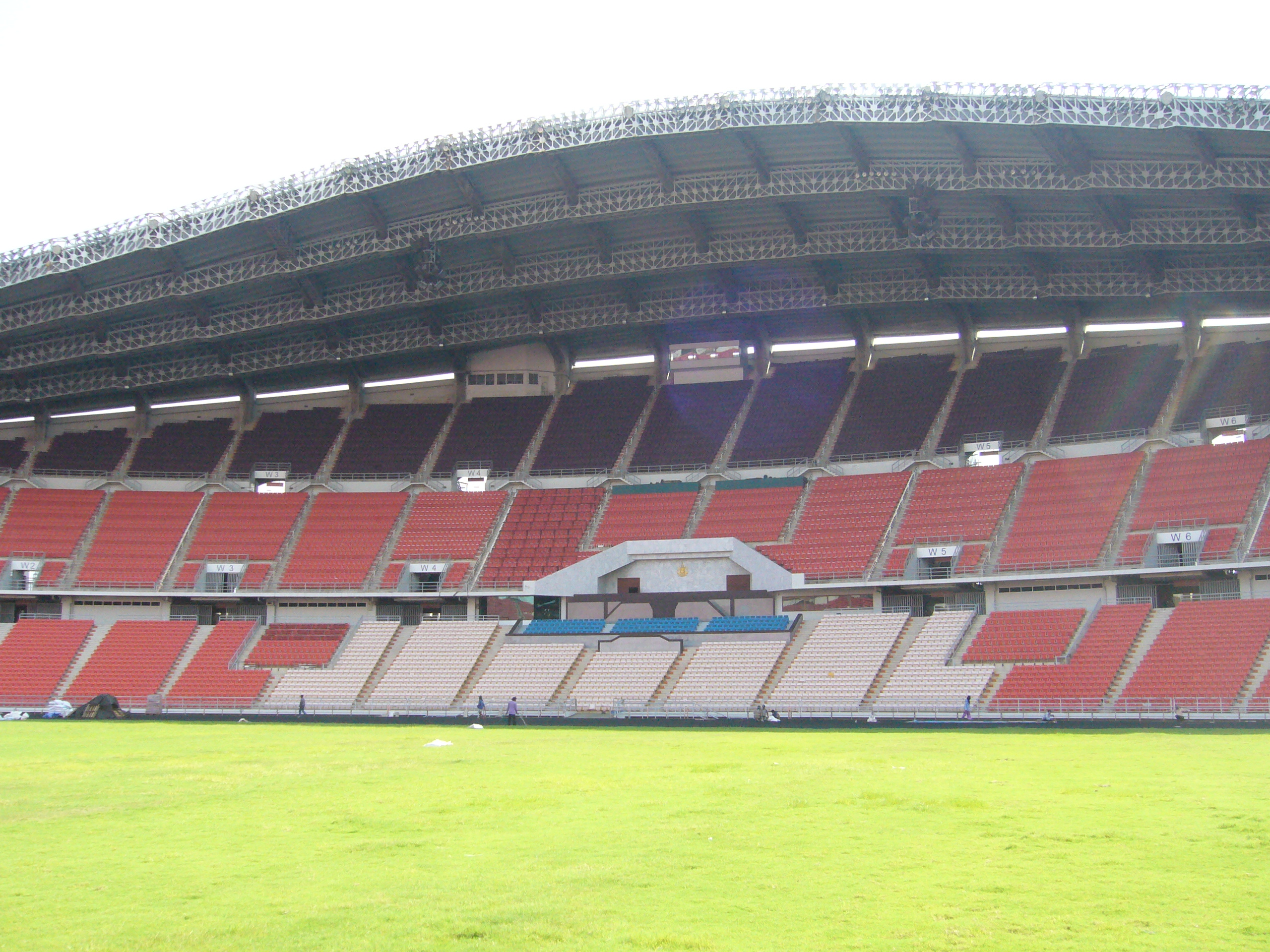
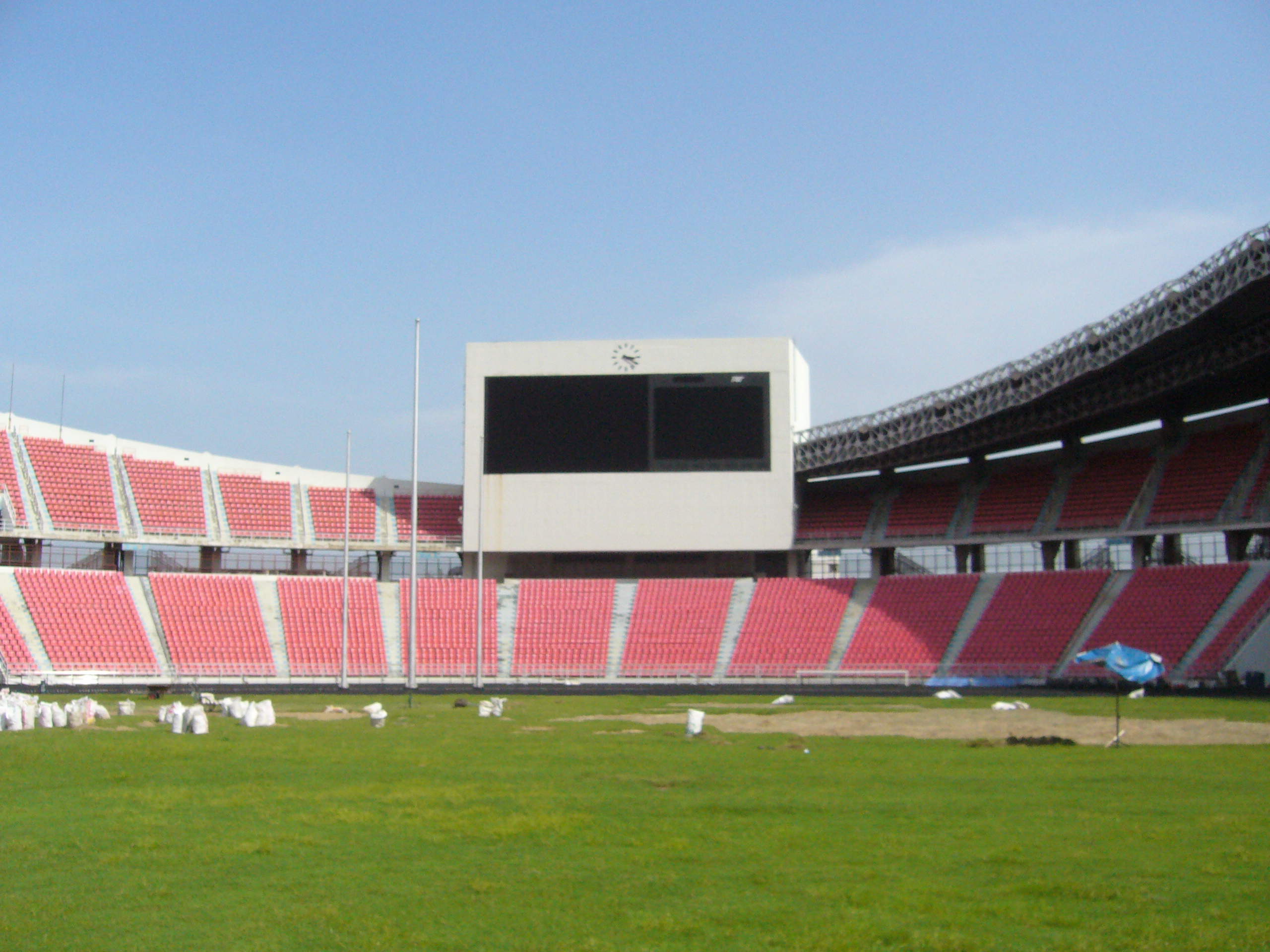
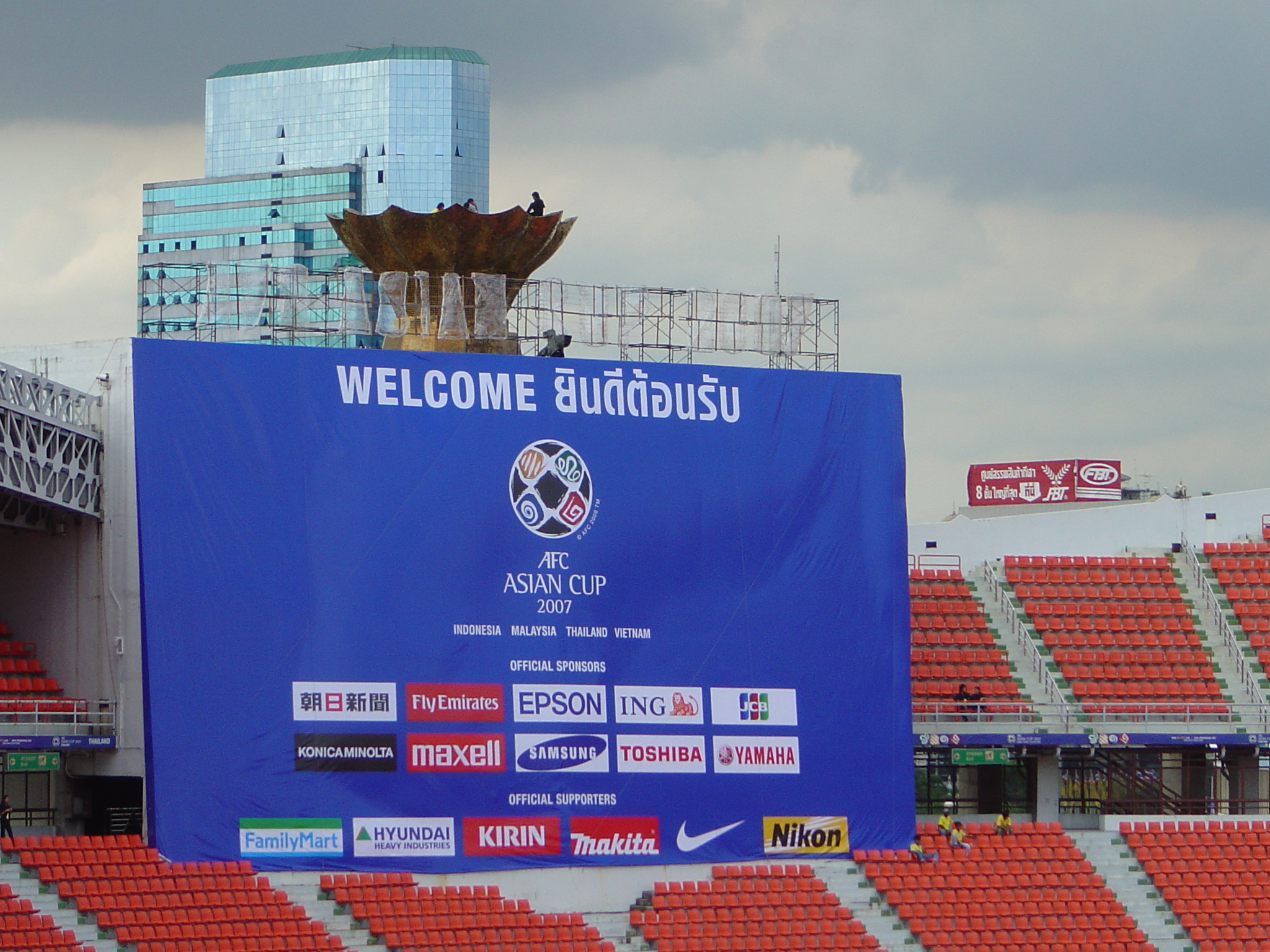
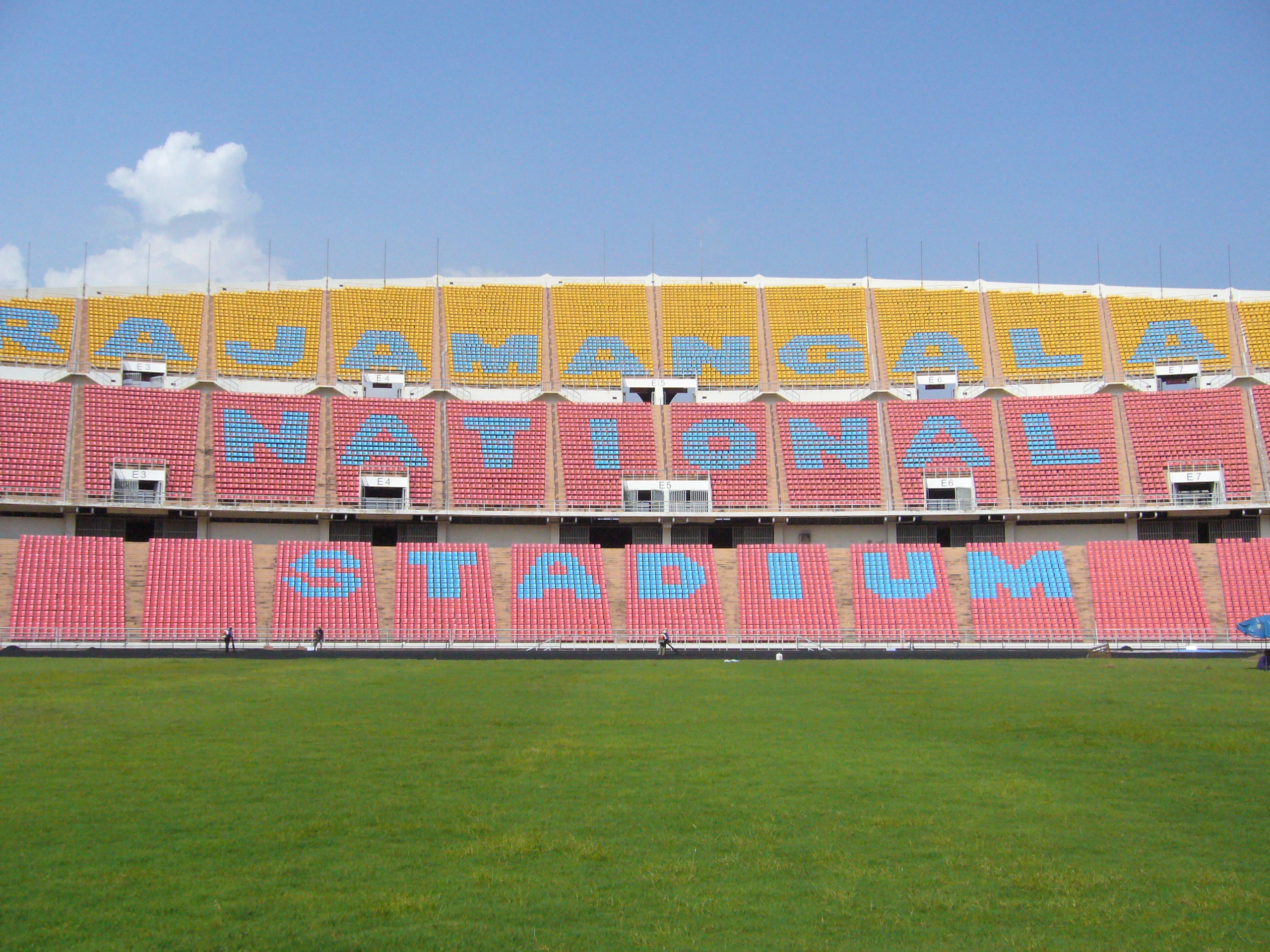